# Walter Lassally
Walter Lassally (parfois crédité Walter Lassaly ; membre de la BSC), est un directeur de la photographie allemand, né le 18 décembre 1926 à Berlin (Allemagne) et mort le 23 octobre 2017 à La Canée (Crète).

## Biographie
Fuyant l'Allemagne nazie, ses parents et lui se réfugient au Royaume-Uni en juin 1939. Aussi, Walter Lassally débute au cinéma comme premier assistant opérateur en 1947, sur trois films britanniques. À partir de 1951 et durant quelques années, il est chef opérateur de plusieurs courts métrages documentaires, réalisés notamment par Lindsay Anderson ; ses deux premiers longs métrages de fiction à ce poste, britanniques toujours, sortent en 1954.
En 1956, il est directeur de la photographie d'un film grec de Michael Cacoyannis, La Fille en noir. Par la suite, il mène une partie de sa carrière en Grèce, aux côtés de divers réalisateurs, dont Cacoyannis. Zorba le Grec, film américano-grec bien connu de ce dernier (1964, avec Anthony Quinn, Irène Papas et Alan Bates), permet à Walter Lassally de gagner l'Oscar de la meilleure photographie en 1965. Il vit retiré en Crète, où s'est déroulé le tournage de Zorba le Grec.
Associé au courant britannique dit 'Free cinema', autour de 1960, à travers des documentaires et des fictions, il est ainsi chef opérateur sur deux films emblématiques de ce courant, Un goût de miel (1961) et La Solitude du coureur de fond (1962, avec Tom Courtenay et Michael Redgrave), tous deux réalisés par Tony Richardson, qu'il retrouve par ailleurs. En outre, à partir de 1972, il entame une fructueuse collaboration avec le réalisateur américain James Ivory, qui s'achève en 1984 sur Les Bostoniennes (avec Christopher Reeve, Vanessa Redgrave et Jessica Tandy). Un autre film d'Ivory, Chaleur et Poussière (1983, avec Christopher Cazenove, Greta Scacchi et Julian Glover) lui vaut d'obtenir une nomination au British Academy Film Award de la meilleure photographie.
Walter Lassally officie également dans son pays natal à compter de 1972, sur quelques films et téléfilms, jusqu'en 1991. Au long de sa carrière, comme directeur de la photographie, il contribue en tout à quatre-vingt-un films (le dernier, turc, sorti en 2001) et, pour la télévision, à six séries et seize téléfilms (entre 1958 et 1995).
Enfin, il est l'auteur d'une autobiographie publiée en 1987 (ci-après référencée).

### Ouvrage
- (en) 1987 : Itinerant Cameraman, John Murray Publishers, Londres, 258 p., autobiographie.

## Filmographie partielle
Comme directeur de la photographie, sauf mention contraire

### Au cinéma
Films britanniques, sauf mention contraire ou complémentaire
- 1947 : Je suis un fugitif (They made Me a Fugitive) d'Alberto Cavalcanti (premier assistant opérateur)
- 1947 : Dancing with Crime de John Paddy Carstairs (premier assistant opérateur)
- 1948 : This was a Woman de Tim Whelan (premier assistant opérateur)
- 1951 : Sunday by the Sea, court métrage documentaire d'Anthony Simmons
- 1952 : Three Installations, court métrage documentaire de Lindsay Anderson
- 1952 : Wakefield Express, court métrage documentaire de Lindsay Anderson
- 1953 : The Pleasure Garden (en), court métrage de James Broughton
- 1953 : Bow Bells, court métrage documentaire d'Anthony Simmons
- 1954 : Simon, court métrage de Peter Zadek
- 1955 : A Hundred Thousand Children, court métrage documentaire de Lindsay Anderson
- 1955 : Momma don't allow, court métrage documentaire de Karel Reisz et Tony Richardson
- 1956 : La Fille en noir (Το κορίτσι με τα μαύρα / To Koritsi me ta mavra) de Michael Cacoyannis (film grec)
- 1957 : Every Day Except Christmas, court métrage documentaire de Lindsay Anderson
- 1957 : Fin de crédit (Το τελευταίο ψέμμα / To telefteo psemma) de Michael Cacoyannis (film grec)
- 1958 : We are the Lambeth Boys, documentaire de Karel Reisz
- 1959 : Quand naîtra le jour (Jago Hua Savera), film d'A. J. Kardar (film pakistanais)
- 1960 : L'Aguicheuse (Beat Girl) d'Edmond T. Gréville
- 1960 : Notre dernier printemps (Eroica) de Michael Cacoyannis (film grec)
- 1960 : Maddalena de Dinos Dimopoulos (film grec)
- 1961 : Un goût de miel (A Taste of Honey) de Tony Richardson
- 1961 : Alice dans la marine (Η Αλίκη στο Ναυτικό / I Aliki sto Naftiko) d'Alekos Sakellarios (film grec)
- 1962 : La Solitude du coureur de fond (The Loneliness of the Long Distance Runner) de Tony Richardson
- 1962 : Électre (Ηλέκτρα / Ilektra) de Michael Cacoyannis (film grec)
- 1963 : Tom Jones de Tony Richardson
- 1964 : Zorba le Grec (Αλέξης Ζορμπάς / Aléxis Zorbás) de Michael Cacoyannis (film américano-grec)
- 1967 : Le Jour où les poissons sont sortis de l'eau (Όταν τα ψάρια βγήκαν στη στεριά / Otan ta psaria vgikan sti steria) de Michael Cacoyannis (film américano-britanno-grec)
- 1968 : Lettre ouverte (Ανοιχτή επιστολή  / Anichti epistoli) film grec de Yorgos Stamboulopoulos
- 1969 : Auto-Stop girl (Three into Two won't go) de Peter Hall
- 1970 : L'Ange et le Démon (Twinky) de Richard Donner (film italo-britannique)
- 1972 : Sauvages (Savages) de James Ivory (film américain)
- 1973 : Visions of Eight, documentaire sportif, séquence Le Saut à la perche (The Highest) d'Arthur Penn
- 1973 : Happy Mother's Day, Love George de Darren McGavin (film américain)
- 1975 : The Wild Party de James Ivory (film américain)
- 1975 : Autobiographie d'une princesse (Autobiography of a Princess) de James Ivory
- 1976 : Ansichten eines Clowns de Vojtěch Jasný (film allemand)
- 1980 : The Pilot de Cliff Robertson (film américain)
- 1980 : The Blood of Hussain (film britanno-pakistanais)
- 1981 : Mémoires d'un survivant (Memoirs of a Survivor) de David Gladwell
- 1981 : Les Anges de fer ou Ange de fer (Engel aus Eisen) de Thomas Brasch (film allemand)
- 1983 : Chaleur et Poussière (Heat and Dust) de James Ivory (film indo-britannique)
- 1983 : Private School de Noel Black (film américain)
- 1984 : Les Bostoniennes (The Bostonians) de James Ivory (film américano-britannique)
- 1988 : Les Imposteurs (The Deceivers) de Nicholas Meyer (film indo-britannique)
- 1991 : The Ballad of the Sad Café de Simon Callow (film américano-britannique)

### À la télévision
Téléfilms
- 1965 : Dan, documentaire de Kate Campbell et Walter Lassally
- 1967 : The Greeks, court métrage documentaire de Kate Campbell et Walter Lassally
- 1972 : Adventures of a Brown Man in Search of Civilization, documentaire de James Ivory
- 1972 : Pas de frontières pour l'inspecteur : Le Milieu n'est pas tendre (Van der Valk und das Mädchen) de Peter Zadek
- 1978 : Hullabaloo over Georgie and Bonnie's Pictures de James Ivory
- 1979 : Too Far to Go de Fielder Cook
- 1980 : Gaughin the Savage de Fielder Cook
- 1984 : Children in the Crossfire de George Schaefer
- 1984 : Pudd'nhead Wilson d'Alan Bridges
- 1985 : Stone Pillow de George Schaefer
- 1986 : Mrs. Delafield wants to marry de George Schaefer
- 1992 : Bijoux, hot-dogs et tasses de thé (The Man Upstairs) de George Schaefer

## Nominations et récompenses
- 1965 : Oscar de la meilleure photographie, catégorie noir et blanc, pour Zorba le Grec (gagné).
- 1984 : British Academy Film Award de la meilleure photographie pour Chaleur et Poussière (nomination).
- 2008 : ASC International Achievement Award (prix pour l'ensemble de sa carrière).